# Daniel Carriço
Daniel Filipe Martins Carriço (* 4. August 1988 in Cascais) ist ein ehemaliger portugiesischer Fußballspieler.

## Karriere

### Im Verein
Daniel Carriço begann seine Karriere bei GD Estoril Praia, wechselte dann aber frühzeitig zu Sporting Lissabon. Nach Erreichen des Seniorenalters spielte er auf Leihbasis erst in der Hinrunde 2007/08 für SC Olhanense und in der Rückrunde 2007/08 für AEL Limassol in Zypern. Die Saison 2008/09 prägte seine Rückkehr in den Profikader zu Sporting Lissabon. Durch konstant starke Leistungen etablierte er sich trotz seines jungen Alters schnell als Stammspieler. Im Laufe der Saison 2011/12 verlor er diesen aber wieder. Zur Rückrunde 2012/13 wechselte er zum englischen Erstligisten FC Reading. Er unterschrieb einen Vertrag bis Ende Juni 2015 mit Option auf ein weiteres Jahr.

### In der Nationalmannschaft
Am 16. Juni 2015 debütierte Carriço im Rahmen eines Freundschaftsspiels gegen Italien in der Portugiesischen Nationalmannschaft.

## Erfolge
- UEFA Europa League: 2014, 2015, 2016